# Pereswet-Klasse
Die Pereswet-Klasse war eine Linienschiffsklasse der Kaiserlich-Russischen Marine. Alle drei Schiffe der Klasse gingen im Russisch-Japanischen Krieg verloren. Die Osljabja sank in der Seeschlacht bei Tsushima. Die Pereswet und die Pobeda wurden während der Belagerung von Port Arthur dort versenkt. Beide wurden nach dem Kriegsende von den Japanern gehoben und wieder in den Dienst gebracht. Die Pereswet kam 1916 nach dem Dienst als Sagami wieder zurück zur russischen Marine und wurde 1917 im Mittelmeer durch eine deutsche Mine versenkt. Die Pobeda diente bis 1922 als Suō in der Kaiserlich Japanischen Marine und wurde erst 1946 abgewrackt.

## Entwurf

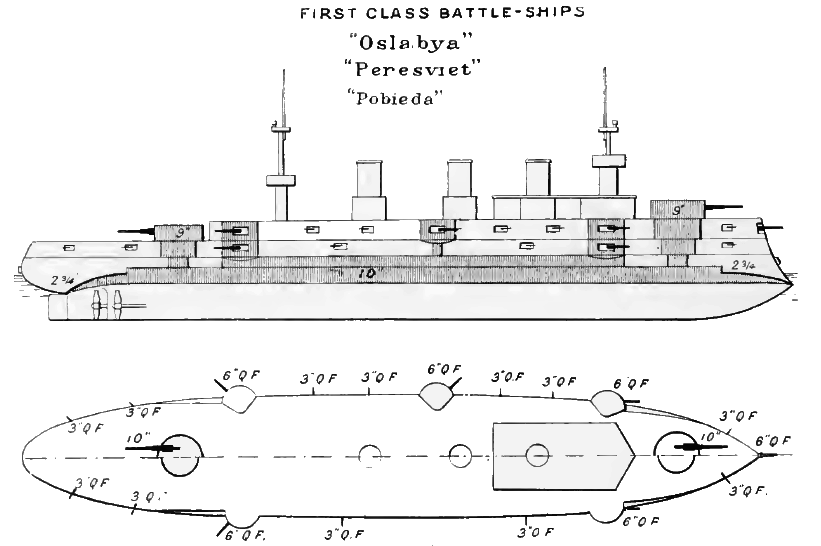
Risse der Pereswet-Klasse aus Brassey’s Naval Annual 1902

Der Plan der Schiffe war von französischen Schiffen und dem britischen Linienschiff Centurion beeinflusst. Sie waren eine Mischung zwischen Linienschiff und Panzerkreuzer. Sie sollten eine große Reichweite und eine gute Seefähigkeit erhalten und bei schwächerer Bewaffnung und Panzerung den normalen Linienschiffen entkommen können. Gleichzeitig sollten sie jedem verfolgenden Kreuzer artilleristisch überlegen sein. Als eine Art Vorläufer der Schlachtkreuzer sollten sie selbstständig Handelskrieg führen können und gegenüber einem normalen Linienschiff erheblich preiswerter für einen Auslandseinsatz sein.

### Bewaffnung
Zwei Doppeltürme mit 254-mm-Geschützen (10 Zoll) waren die Hauptbewaffnung des Pereswet-Klasse. Diese Waffen waren erheblich schwächer als die für Linienschiffe meist verwandten 12-Zoll-Geschütze. Die Türme waren elektrisch angetrieben und konnten im Notfall auch manuell bewegt werden. Die Geschütze konnten in der Höhe zwischen −5° und +35° gerichtet werden. Jedes Geschütz hatte einen Munitionsvorrat von 80 Granaten. Die Mittelartillerie bestand aus elf 152-mm-L/45-Canet-Geschützen des Modells 1891; acht waren in Kasematten aufgestellt, zwei standen auf dem Oberdeck und ein Geschütz stand am Bug. Für diese Geschütze standen je 220 Geschosse zur Verfügung. Zur Abwehr von Torpedobooten waren zwanzig 75-mm-L/50-Canet-Geschütze Modell 1892 mit je 300 Geschossen zur Verfügung. Darüber hinaus waren weitere zwanzig 47-mm-L/43-Hotchkiss-Geschütze Modell 1896 und sechs 37-mm-L/23-Hotchkiss-Kanonen Modell 1896, die auch als Bootsgeschütze installiert werden konnten, vorhanden. Die Schiffe verfügten auch über fünf Torpedorohre, von denen drei über Wasser montiert waren.

### Panzerung
Geschützt wurden die Schiffe durch eine Mischung von Harvey- und Kc-Panzerung. Der Hauptpanzergürtel war 95 m lang sowie 2,55 m hoch und sollte nach Plan 1,44 m über der normalen Wasserlinie sichern. Da alle Schiffe zu schwer ausfielen, lag die Panzerung bei den Schiffen im voll ausgerüsteten Zustand unter Wasser. Dazu hatten die Schiffe noch ein 100 mm starkes Panzerdeck. Die Turmpanzerung stammte von Krupp.

### Antrieb
Drei Dreifachexpansions-Dampfmaschinen wirkten auf drei Wellen. 14.500 PS sollten eine Geschwindigkeit von 18 Knoten ermöglichen, was zur Zeit der Fertigstellung die Leistungen der meisten modernen Linienschiffe geringfügig übertraf. Die Pereswet erreichte im Sechs-Stunden-Test 18,64 Knoten (für 4 Stunden sogar 19,08), die Pobeda erreichte bei einer Testleistung von 15.578 PS eine durchschnittliche Geschwindigkeit von 18,5 Knoten, Osljabja eine Geschwindigkeit von durchschnittlich 18,33 Knoten bei 15.058 PS im Test. Der benötigte Dampf wurde in dreißig Belleville-Kesseln des Modells 1894 produziert. Mit vier Dynamos konnte 555 kW Strom produziert werden.

## Einheiten
| Name                | Namensgeber        | Bauwerft                                 | Kiellegung        | Stapellauf       | Indienststellung | Verbleib |
| ------------------- | ------------------ | ---------------------------------------- | ----------------- | ---------------- | ---------------- | --- |
| Pereswet (Пересвет) | Alexander Pereswet | Baltische Werft, Sankt Petersburg        | 21. November 1895 | 19. Mai 1898     | Juni 1901        | Als Teil des russischen Pazifikgeschwaders war sie seit April 1902 in Port Arthur stationiert. Sie kämpfte in der Seeschlacht im Gelben Meer und kehrte danach nach Port Arthur zurück, wo sie während der Belagerung an ihrem Liegeplatz versenkt wurde. Die Japaner hoben und reparierten das Schiff nach dem Kriegsende und brachten es als Sagami (相模), benannt nach der gleichnamigen Provinz, in Fahrt. Im April 1916 wurde es dem Bündnispartner Russland zurückgegeben und unter seinem alten Namen Pereswet wieder eingesetzt. Es sollte Flaggschiff des russischen Arktisgeschwaders werden, sank aber auf dem Weg am 4. Januar 1917 vor dem ägyptischen Port Said, nachdem es auf eine Mine in einer vom deutschen U-Boot U 73 gelegten Sperre gelaufen war. 566 Seeleute starben, 243 konnten gerettet werden. |
| Osljabja (Ослябя)   | Radion Osljabja    | Neue Admiralitätswerft, Sankt Petersburg | 21. November 1895 | 9. November 1898 | 15. Juni 1903    | Ihre Verlegung vor dem Krieg nach Ostasien war gescheitert und sie kam erst mit dem Zweiten Pazifikgeschwader nach Ostasien. Sie sank in der Schlacht bei Tsushima. 515 Seeleute starben, 250 konnten gerettet werden. |
| Pobeda (Победа)     | Sieg               | Baltische Werft, Sankt Petersburg        | 1. August 1898    | 24. Mai 1900     | Juli 1902        | Als Teil des russischen Pazifikgeschwaders war sie seit Juni 1903 in Port Arthur stationiert. Bei Beginn des Russisch-Japanischen Krieges erhielt sie bei der Beschießung Port Arthurs durch die japanische Flotte einen unbedeutenden Treffer. Beim Vorstoß Makarows am 13. April lief sie nach der Petropawlowsk auch auf eine Mine, konnte jedoch eingebracht werden. Die Pobeda kämpfte in der Seeschlacht im Gelben Meer und kehrte danach nach Port Arthur zurück, wo sie während der Belagerung an ihrem Liegeplatz versenkt wurde. Die Japaner hoben und reparierten das Schiff nach dem Kriegsende und brachten es als Suō (周防, veraltete Transkription: Suwo), benannt nach der gleichnamigen Provinz, wieder in Fahrt. Es wurde 1922 außer Dienst gestellt und erst 1946 vollständig abgewrackt.                |

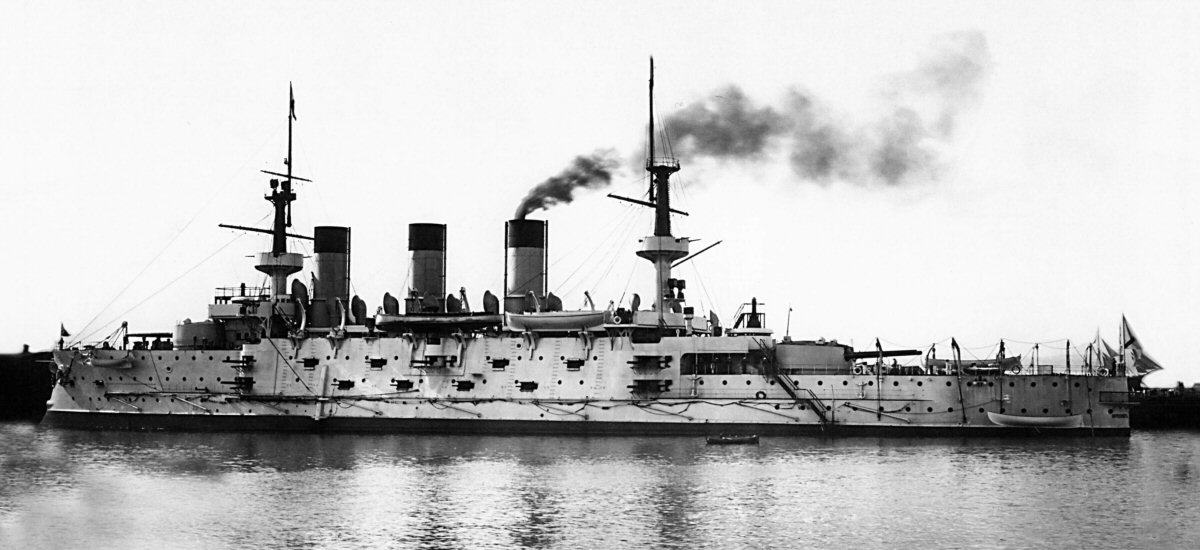
Das Linienschiff Pereswet im Jahr 1901
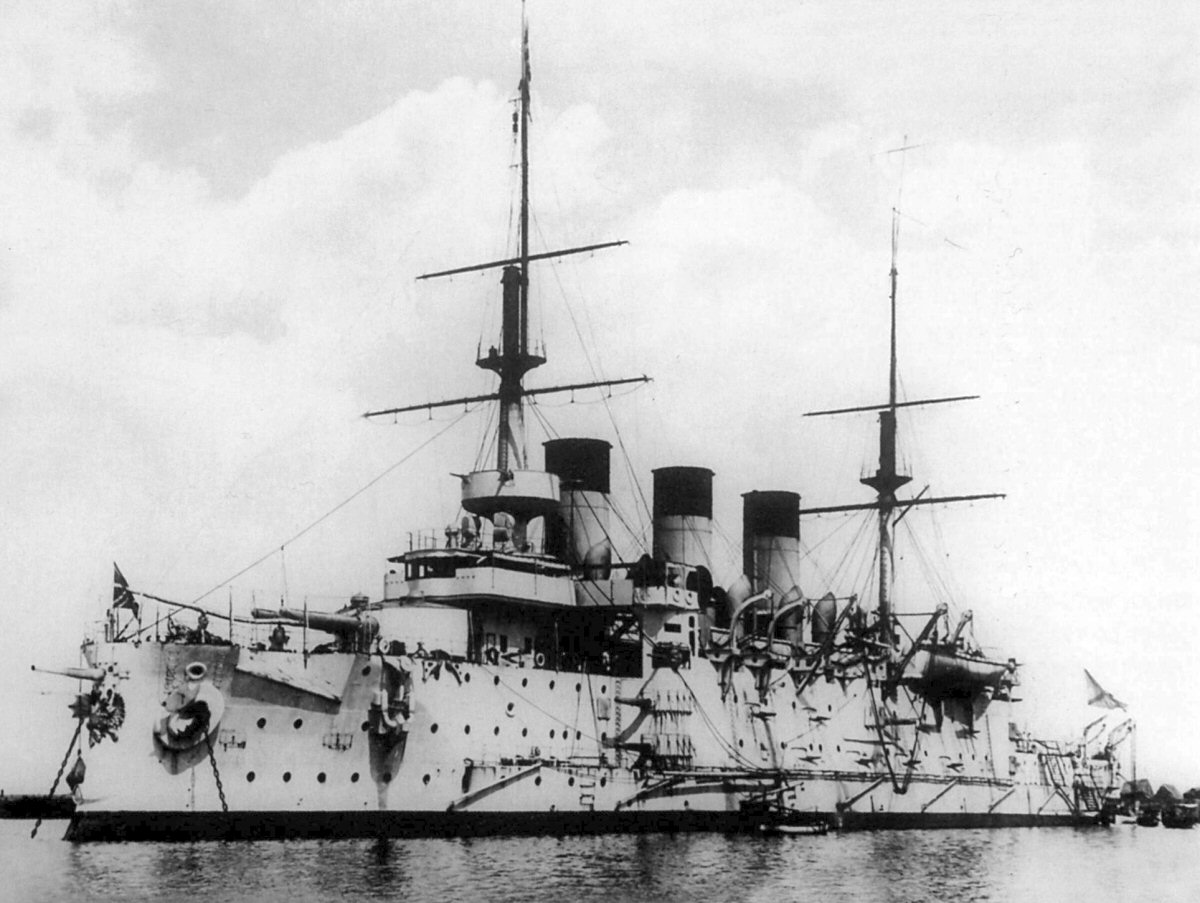
Das Linienschiff Osljabja
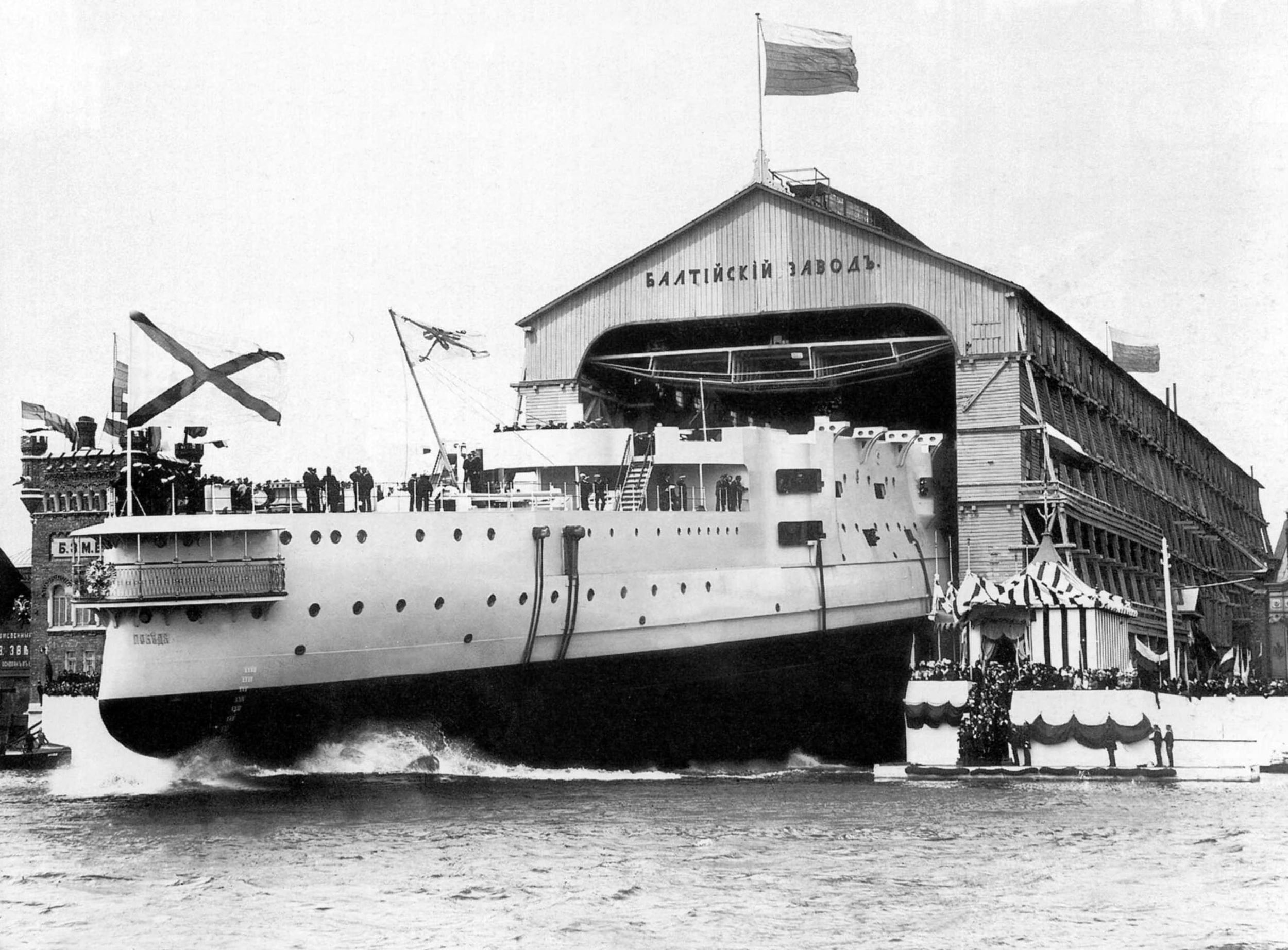
Stapellauf der Pobeda
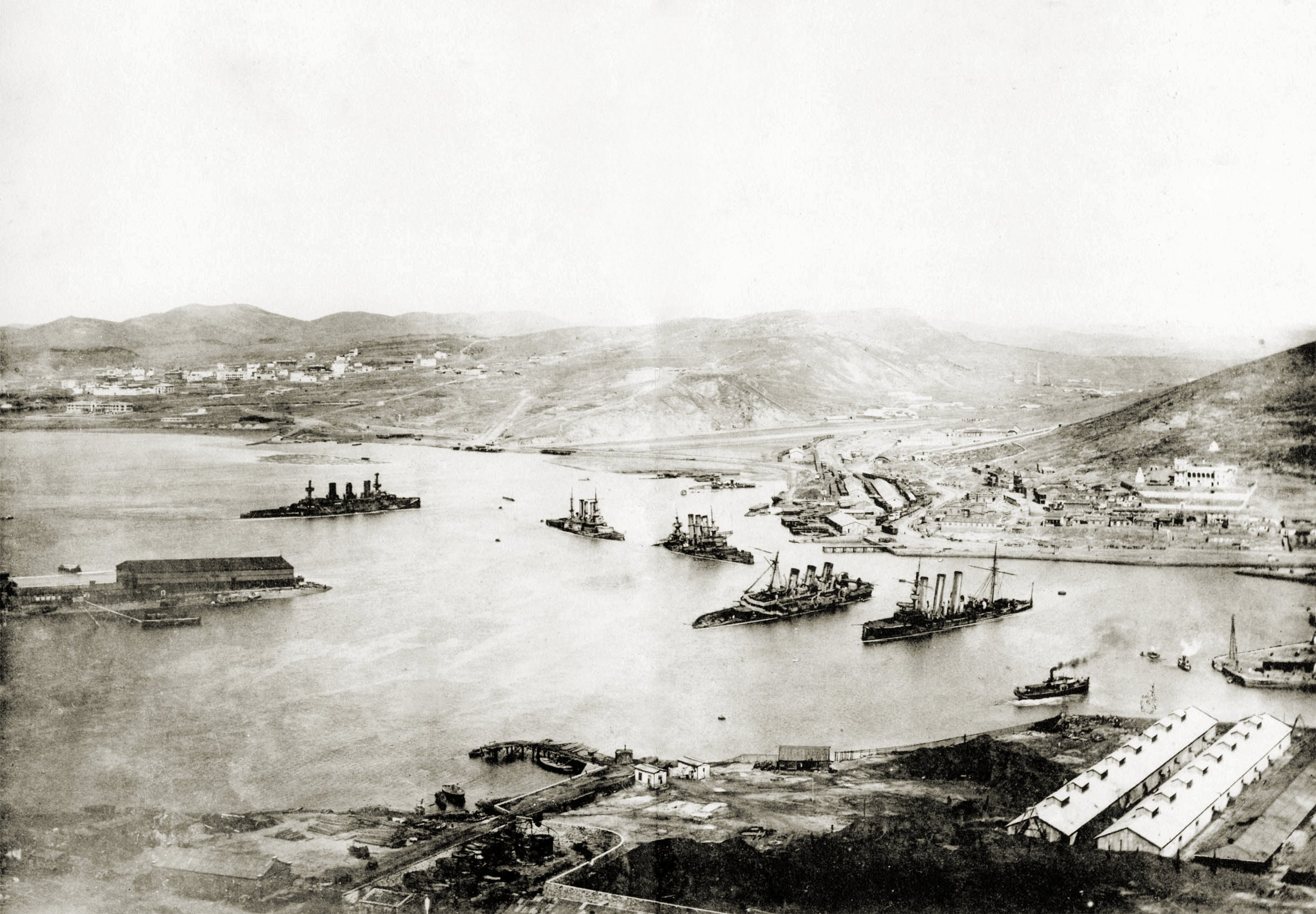
Port Arthur nach der Kapitulation 1905. Von links die Wracks der Linienschiffe Pereswet, Poltawa, Retwisan, Pobeda und des Kreuzers Pallada
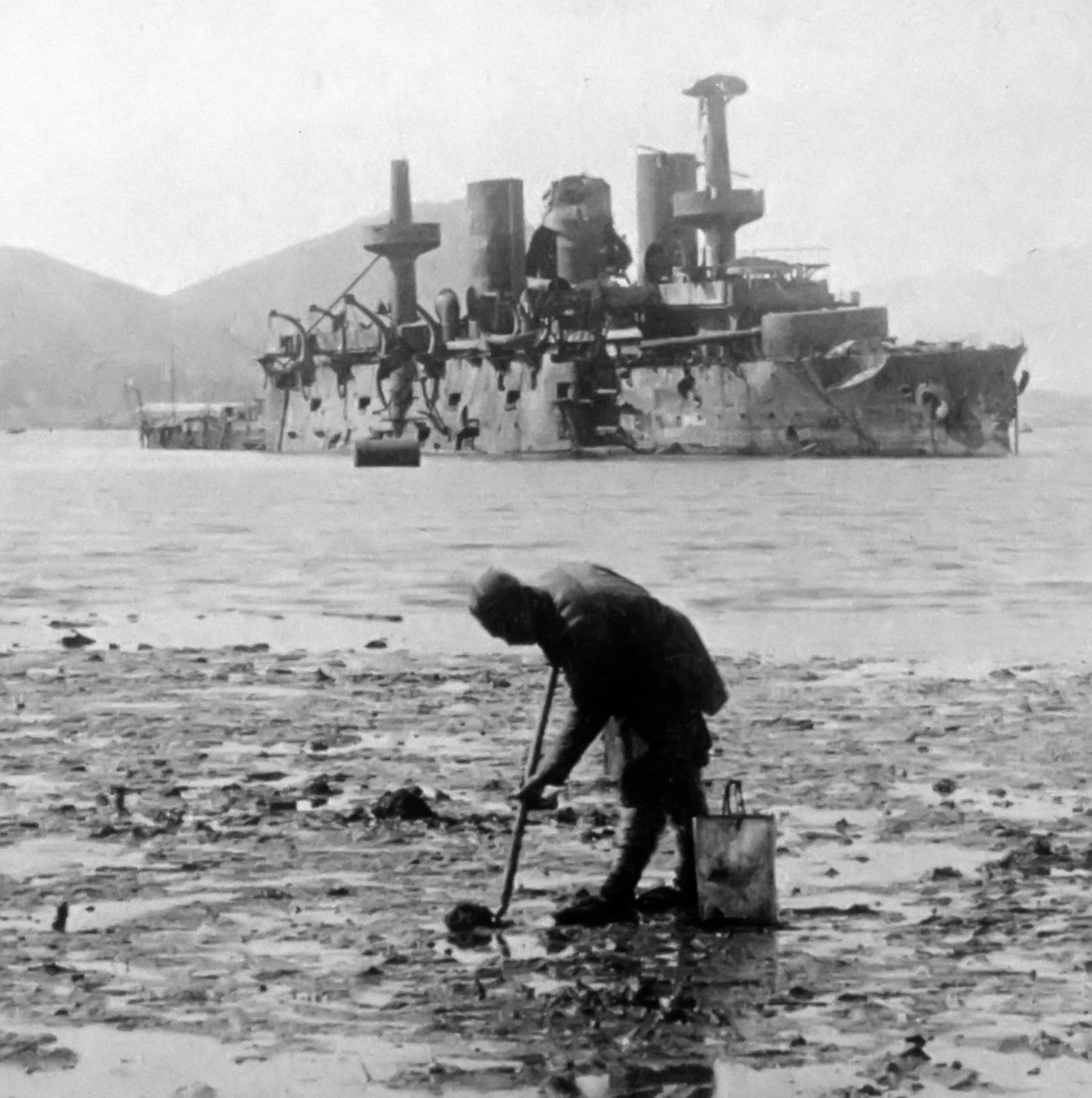
Die Pereswet auf Grund in Port Arthur
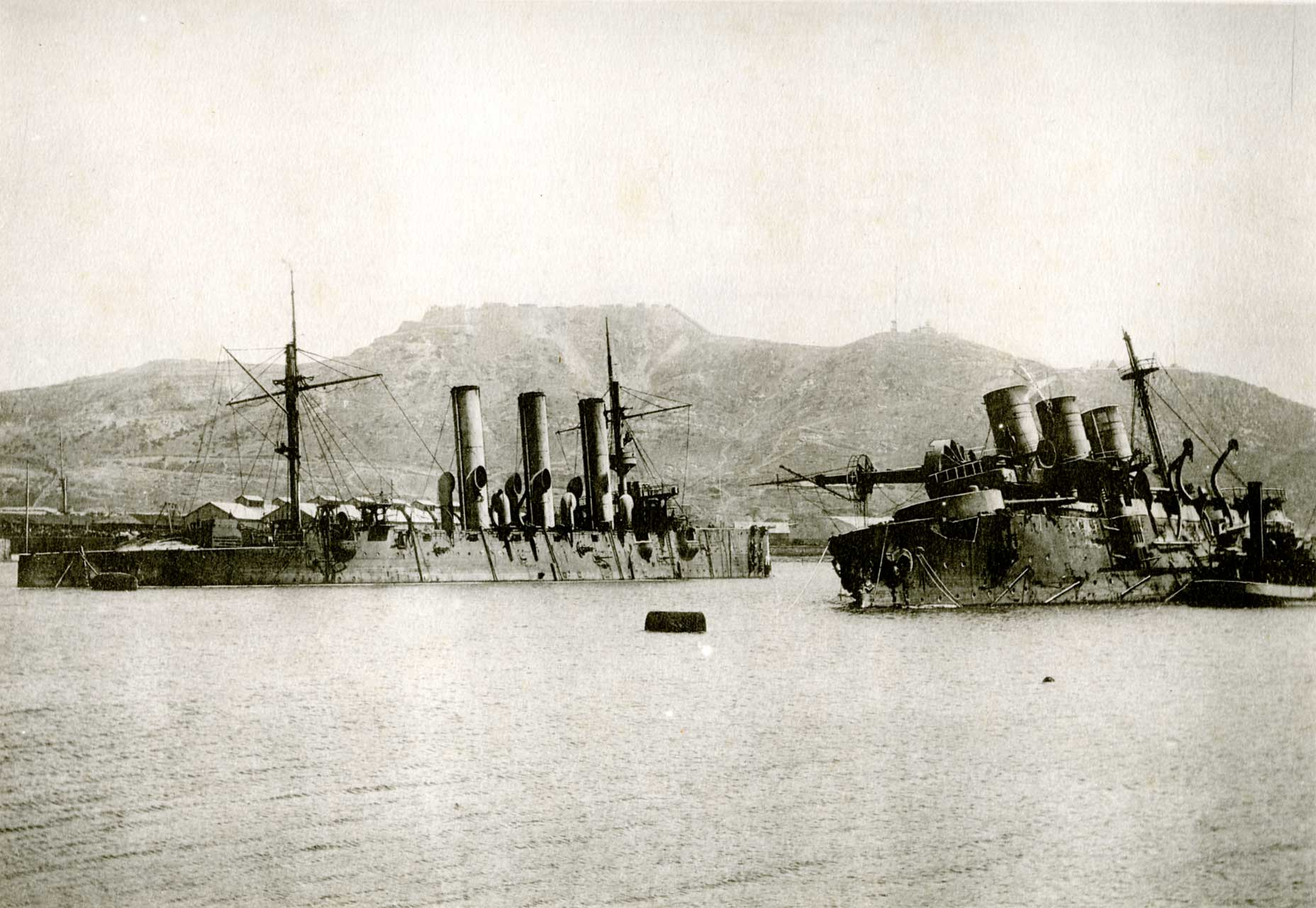
Die Pobeda und der Kreuzer Pallada in Port Arthur